# Río Tamampaya
El río Tamampaya es un río de Bolivia, ubicado en los Yungas en el departamento de La Paz.

## Curso
El río Tamampaya nace en la confluencia del río Unduavi y el río Taquesi en Puente Villa a una altitud de 1200 m. s. n. m. a una distancia lineal de 53 km al este-noreste de la metrópolis de La Paz.
El río Tamampaya fluye hacia el noreste los primeros 21 km entre las provincias de Nor Yungas y Sud Yungas, donde gira hacia el este, ya completamente dentro de la provincia de Sud Yungas. En el kilómetro 39 se encuentra con el río Solacama que sale por la derecha y es atravesado por un camino vecinal que, viniendo de Chulumani, sigue el valle del río Tamampaya y luego el río Boopi hasta La Asunta y Puerto Rico. En el kilómetro 56,9 llega al río de la Paz, con el que se une para formar el río Boopi, que desemboca en el río Beni. El valle del río Tamampaya es angosto y empinado, por lo que ningún asentamiento ha surgido directamente sobre el río. Sin embargo, a 4 kilómetros se encuentra la población de Coripata. Sólo dos puentes atraviesan toda la longitud del río Tamampaya. El clima a lo largo del río es cálido y húmedo, correspondiente a la altitud.

## Actividades
El río es apropiado para realizar deportes de aventura, como rafting y kayaking, asimismo se puede caminar por sus orillas y captar imágenes del entorno paisajístico.